# Eccliseogyra
Eccliseogyra  is een geslacht van slakken uit de familie van de Epitoniidae. De wetenschappelijke naam van het geslacht is voor het eerst geldig gepubliceerd in 1892 door Dall.

## Soorten
- Eccliseogyra aethiopica (Thiele, 1925)
- Eccliseogyra brasiliensis Garcia, 2011
- Eccliseogyra exquisita Bouchet & Warén, 1986
- Eccliseogyra folini (Dautzenberg & de Boury, 1897)
- Eccliseogyra formosissima (Jeffreys, 1884)
- Eccliseogyra fragilissima (Schepman, 1909)
- Eccliseogyra frausseni L. G. Brown, 2019
- Eccliseogyra jungcheni  K.-Y. Lai, 2018
- Eccliseogyra maracatu  S. Lima & Christoffersen, 2013
- Eccliseogyra monnioti  Bouchet & Warén, 1986
- Eccliseogyra nitida  (Verrill & S. Smith [in Verrill], 1885)
- Eccliseogyra performosa  (de Boury, 1917)
- Eccliseogyra pyrrhias (R. B. Watson, 1886)
- Eccliseogyra sericea Bouchet & Warén, 1986

Niet geaccepteerde soorten:
- Eccliseogyra capitata geaccepteerd als Scala capitata Thiele, 1925
- Eccliseogyra carchedon geaccepteerd als Epitonium carchedon (Iredale, 1936)
- Eccliseogyra dissoluta geaccepteerd als Eccliseogyra nitida (Verrill & S. Smith [in Verrill], 1885)
- Eccliseogyra gratissima geaccepteerd als Amaea gratissima (Thiele, 1925)
- Eccliseogyra laxatoides geaccepteerd als Cycloscala laxatoides (Nakayama, 1995)
- Eccliseogyra nebulosa geaccepteerd als Amaea brunneopicta (Dall, 1908)
- Eccliseogyra striatissima geaccepteerd als Epitonium striatissimum (Monterosato, 1878)